# 杨东明 (解放军)
杨东明（1949年—），福建长汀人，生于北京。中国人民解放军空军中将。

## 生平
1967年毕业于北京四中。1985年12月，任北京卫戍区政治部副主任。1992年，后任河北省军区副政委、总后勤部物资油料部部长。2005年12月，任中国人民解放军空军副司令员。

## 家庭
开国上将杨成武之子。其岳父为秦基伟上将。